# Holcosus
Genre
Holcosus est un genre de sauriens de la famille des Teiidae.

## Répartition
Les espèces de ce genre se rencontrent du Sud de l'Amérique du Nord au Nord de l'Amérique du Sud.

## Liste des espèces
Selon The Reptile Database (9 avril 2013) :
- Holcosus anomalus Echternacht, 1977
- Holcosus bridgesii (Cope, 1869)
- Holcosus chaitzami Stuart, 1942
- Holcosus festivus (Lichtenstein, 1856)
- Holcosus leptophrys (Cope, 1893)
- Holcosus niceforoi Dunn, 1943
- Holcosus orcesi Peters, 1964
- Holcosus quadrilineatus (Hallowell, 1861)
- Holcosus septemlineatus Duméril, 1851
- Holcosus undulatus (Wiegmann, 1834)

## Publication originale
- Cope, 1862 : Synopsis of the Species of Holcosus and Ameiva, with Diagnoses of new West Indian and South American Colubridæ. Proceedings of the Academy of Natural Sciences of Philadelphia, vol. 14, p. 60-81 (texte intégral).